# Marmolejo
Der Marmolejo ist ein 6108 Meter hoher Berg der Anden, dessen Gipfel auf der Grenze zwischen Argentinien und Chile liegt.
Achtzig Kilometer südöstlich von Santiago de Chile, im Osten des Naturdenkmals El Morado und nördlich des noch aktiven Vulkans San José liegend, ist er der südlichste Sechstausender der Welt.
Der Berg ist ein nicht mehr aktiver Schichtvulkan aus der Zeit des Pleistozän.